# Tian Di
Pour plus de détails, voir Fiche technique et Distribution.
Tian Di (天與地, Tian yu di) est un film dramatique hongkongais réalisé par David Lai et sorti en 1994 à Hong Kong.
Il totalise 10 017 864 HK$ de recettes au box-office.

## Synopsis
Dans les années 1920, Cheung Yat-pang (Andy Lau) retourne à Nankin après ses études en France et est nommé par le gouvernement au poste de Premier commissaire de la lutte contre le trafic d'opium. Il accompagne sa femme à Shanghai et est déterminé à se battre contre les parrains de la drogue.

## Fiche technique
- Titre original : 天與地
- Titre international : Tian Di
- Réalisation : David Lai
- Scénario : David Chan
- Photographie : Mark Lee Ping Bin
- Montage : Fan Kung-ming
- Musique : Lam Manyee (en)
- Production : Andy Lau, Daniel Yu et David Lai
- Société de production : Teamwork Motion Pictures
- Société de distribution : Win's Entertainment
- Pays d'origine :  Hong Kong
- Langue originale : cantonais
- Format : couleur
- Genre : drame
- Durée : 106 minutes
- Dates de sortie :
  -  Espagne : 11 février 1994
  -  Hong Kong : 21 juillet 1994
  -  Taïwan : 3 août 1994
  -  Allemagne : 8 janvier 1997

## Distribution
- Andy Lau : Cheung Yat-pang
- Damian Lau : Paul Tai
- Cherie Chan : Susu
- Ku Pao-ming (en) : Ngai Kwan
- Chin Shih-chieh (en) : le « Chat du Shandong »
- Faye Yu (en) : Jean Wu
- Hon San : l'homme de main de Paul Tai